# 杯酒释兵权
杯酒釋兵權是指發生在宋朝初期，宋太祖趙匡胤為了加強中央集權，同時避免禁军军将也黃袍加身，使类似澶州兵變和陳橋兵變的历史剧重演，篡奪自己的政權，所以趙匡胤通過一次酒宴，在酒宴中發表意見，威逼利誘双管齐下，暗示宴會將軍交出兵權，而各將軍果然聽從，翌日自行請辭。

## 過程

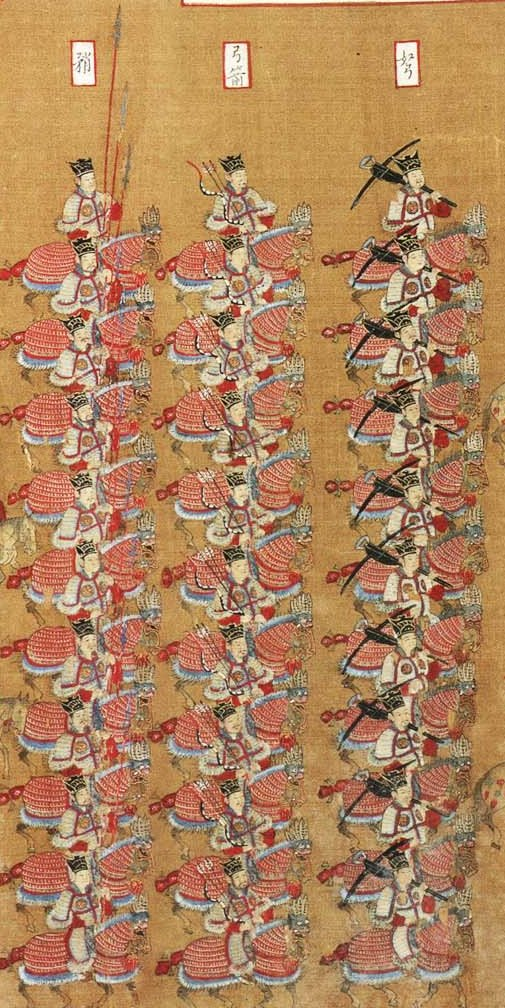
北宋軍隊服飾

宋太祖有一天召趙普問道：「從唐朝末世以來數十年，皇帝已經換了八個家族了，戰爭頻繁不休不止，人民生活在水深火熱之中，這是什麼原因呢？朕想停止天下兵戈，使國家長治久安，如何才能做到？」趙普回答：「陛下講了這事，是天地人神之福啊。造成天下的混亂，非別的原因，就是藩鎮的權力太大，君弱而臣強罢了。今日如想要解決這樣的情況，唯有削弱藩鎮的權力，限制他們的財政，將他們的精銳的軍隊沒收，這樣天下就會安定了。」
建隆三年（公元962年）七月初九，宋太祖在退朝後留下石守信、高懷德、王審琦、張令鐸、趙彥徽及羅彥瓌一眾高級將領飲酒。酒至半酣，宋太祖對军将們說：「我若沒有諸位，也當不了皇帝。雖然我贵為天子，還不如做節度使快樂。當了皇帝之後，我终日沒有好好睡過。」眾將問及原因，赵匡胤回答：「這也不難明白。試問皇帝這個位子，誰不想當呢？」此話令石守信等人大驚失色：「陛下何出此言，如今天命已定，誰敢再有異心？」赵匡胤说道：「誰不想要富貴？有朝一日，有人以黃袍披在你身上，擁戴你當皇帝。縱使你不想造反，還由得著你們嗎？」
守信等將領跪下磕頭，哭著說：「臣等笨到沒有想過這事情，還請陛下可憐我們，指示一條生路。」 宋太祖藉機建議：「人生苦短，猶如白駒過隙，不如多累積一些金錢，買下田地和宅第，傳給後代子孫，家中多置歌妓、舞女，歡樂以安享天年，君臣之間沒有猜疑，上下相安，這樣不是很好嗎？」大臣們答謝說：「陛下能想到我們這事，對我們有起死回生的恩惠啊！」第二天，各位军将就以生病為由請求辭職，宋太祖一一敕准，並且給予他們優厚的退休賞賜。
開寶二年（969年）十月，宋太祖第二次「杯酒釋兵權」，將手握重兵的將軍與地方官吏的武將軍權予以剝奪，委以虛職，並改以文官帶軍，将軍權與財政大權全部集中到中央。

## 人事任免
- 原任「侍衛都指揮使」兼「歸德節度使」的石守信，改為「天平節度使」，但名義上還持有「侍衛都指揮使」的虛銜。
- 原任「殿前副都點檢」兼「忠武節度使」的高懷德，改為「歸德節度使」。
- 原任「殿前都指揮使」兼「義成節度使」的王審琦，改為「忠正節度使」[4]。
- 原任「侍衛都虞侯」兼「鎮安節度使」的張令鐸，改為「鎮安節度使」。

## 結果
此番任免後，宋太祖當年執掌兵權的結義兄弟的禁軍職務全部被解除，從此也不再授人。石守信雖然保留著「侍衛都指揮使」的頭銜，卻已沒有任何實權。另一方面宋太祖又派李漢超鎮守關南、馬仁瑀鎮守瀛州、韓令坤鎮守常山、賀惟忠鎮守易州、何繼筠鎮守棣州、郭進鎮守西山、武守琪鎮守晉陽、李謙溥鎮守隰州、李繼勳鎮守昭義、趙贊鎮守延州、姚內斌鎮守慶州、董遵誨鎮守環州、王彥升鎮守原州、馮繼業鎮守靈武，「管榷之利，悉以與之，其貿易則免徵稅。故邊臣皆富於財，以養死士，以募諜者，敵人情狀，山川道路，罔不睹而周知之。故十餘年無西、北之尤也」。

## 爭議及真實性
“杯酒釋兵權”一直被傳為美談，但少有人注意其真實性，此事不見於《太祖實錄》。“杯酒釋兵權”的說法最早出自王曾的《王文正公筆錄》，司馬光的《涑水紀聞》以及王鞏在《聞見近錄》也都持此說，但各家記載釋兵權的過程多有抵牾，且疑点甚多。李燾的《續資治通鑑長編》與邵伯温《邵氏闻见录》則是沿用司馬光的說法，並考定日期為建隆二年六月甲午日。近代學者經過考證後，對“杯酒釋兵權”提出質疑。鄧廣銘認為「世傳的杯酒釋兵權」那一戲劇性事件是查無實據的。1945年，丁則良發表《杯酒釋兵權考》，認為此事“全來自傳聞，不足置信”。1982年，徐規等撰文提出疑議，否定該事件的存在。
但也有持反對意見者：王育濟與柳立言都認為確有此事。